# Петровций, Иван Юрьевич
Иван Юрьевич Петровций (22 мая 1945 года, Осой, Чехословакия — 1 января 2016 года, село Ильница, Иршавский район, Закарпатская область, Украина) — русинский и украинский прозаик, поэт, переводчик и общественный деятель.

## Биография
Окончил школу в Ильнице. Работал грузчиком, разнорабочим, шахтёром в Краснодоне, шофёром, токарем. Служил в Советской армии в Дрездене.
В 1973 году окончил факультет французской филологии в Ужгородском университете. Работал учителем в родном селе, затем — журналистом.
Длительный конфликт Петровция с влиятельным закарпатским прозаиком Иваном Чендеем был отражён в детективном романе «Manumissio» (1991), изданном при содействии Юлиана Семёнова, герои которого узнавались под псевдонимами. Продолжение конфликта привело к тому, что Петровций был исключён из Союза писателей Украины и перешёл на позиции «карпаторусского движения».

## Творчество
- Переводчик с венгерского, французского, русского, украинского языков. Переводил Пушкина и Бодлера, Петефи и Франко, Баллу и Гюго.
- Написал и опубликовал множество книг на русинском и украинском языках.

## Награды
- Премия имени Дьюлы Ийеша Венгерского Союза писателей (1994),
- Премия за лучшую сатиру «Хитрый Пётр» (1997, Болгария),
- Международная премия за русинскую литературу имени Александра Духновича (1998),
- Русская премия (2005),
- Газета «Ruthenia» признала Ивана Петровция лучшим закарпатским писателем постсоветского периода.